# Sim Gwon-ho
Sim Gwon-ho (* 12. Oktober 1972 in Seongnam, Gyeonggi-do) ist ein ehemaliger südkoreanischer Ringer. Er wurde 1996 und 2000 Olympiasieger im griechisch-römischen Stil im Halbfliegengewicht bzw. im Fliegengewicht.

## Werdegang
Sim Gwon-ho begann im Jahre 1984 als Jugendlicher mit dem Ringen. Er konzentrierte sich dabei auf den griechisch-römischen Stil und wurde hauptsächlich von Bang Dae-du trainiert. Er war Angestellter der Korean Housing Company und gehörte auch dem Sportclub dieser Gesellschaft in Seoul an. Der 1,60 Meter große Athlet startete immer in der leichtesten Gewichtsklasse des Männerringens. Das war bis 1996 das Halbfliegengewicht, das sein Gewichtslimit bei 48 kg hatte und nach Abschaffung dieser Gewichtsklasse seit 1997 im Fliegengewicht, mit einem Gewichtslimit von 54 kg Körpergewicht.
Als Junior wurde er bei keiner internationalen Meisterschaft eingesetzt. Erst mit 20 Jahren nahm er deshalb erstmals an einer solchen Meisterschaft, der Asienmeisterschaft in Teheran 1992 teil. Er kam dabei im Halbfliegengewicht hinter Masanori Ohashi, Japan und Pappu Jadav, Indien, auf den 3. Platz. 1993 wurde er bei der Asienmeisterschaft in Hiroshima hinter Puppa Jadav Vizemeister. Im gleichen Jahr nahm er auch erstmals an einer Ringer-Weltmeisterschaft teil. In Stockholm gewann er dabei hinter Wilber Sánchez Amita, Kuba und Zafar Gulijew aus Russland eine Bronzemedaille. Im November 1993 kam er dann bei den Senioren zu seinem ersten wichtigen Turniersieg. Er gewann beim Welt-Chup in Heinola/Finnland vor József Hamzók, Ungarn und Sergei Suworow, Russland.
1994 siegte Sim Gwon-ho bei den Asienspielen in Hiroshima vor Alireza Simchah, Iran und Ruslan Gebekow, Kirgisistan. Bei der Weltmeisterschaft dieses Jahres wurde er aber nicht eingesetzt.
1995 wurde er in Manila erstmals Asienmeister vor Dimitri Korschunow, Usbekistan und Fanis Dauletow, Kasachstan und im Oktober 1995 holte er sich bei der Weltmeisterschaft in Prag auch erstmals den Weltmeistertitel vor Hiroshi Kado, Japan, Zafar Gulijew und Oleg Kutscherenko, Deutschland. Bei den Olympischen Spielen 1996 in Atlanta setzte er seine Siegesserie fort. Er wurde dort mit Siegen über Zafar Gulijew, Ioannis Agatzanian, Griechenland, Gela Papaschwili, Georgien und Aljaksandr Paulau, Belarus in überlegenem Stil Olympiasieger.
1997 verzichtete er zu Gunsten seines Landsmannes Ha Tae-yeon auf eine Teilnahme bei der Weltmeisterschaft. Er startete aber im November 1997 bei einem Welt-Cup Turnier in Teheran im Fliegengewicht und kam dabei hinter dem Russen Boris Ambarzumow und vor dem Iraner Ali Ashkani Agboalag auf den 2. Platz. 1998 stand er bei der Weltmeisterschaft in Gävle wieder auf der Matte und holte sich dort mit Siegen über Moshe Grimberg, Israel, Dilshod Aripov, Usbekistan, Boris Radkewitsch, Belarus, Oleg Kutscherenko und Marian Sandu, Rumänien seinen zweiten Weltmeistertitel. Im Dezember 1998 siegte er auch noch bei den Asienspielen in Bangkok vor Kang Yong-Gyun, Nordkorea, Wang Hui, China und Dilshod Aripov.
Im Mai 1999 gewann er dann auch wieder bei der Asienmeisterschaft in Taschkent vor Schamseddin Chudaiberdijew, Usbekistan und Rachimdschan Assembekow, Kasachstan. Er verzichtete aber wieder auf die Teilnahme an der Weltmeisterschaft.
Zum Abschluss seiner großartigen Karriere wurde Sim Gwon-ho im Jahre 2000 in Sydney ein zweites Mal Olympiasieger. Auf dem Weg zu diesem Erfolg besiegte er Dariusz Jabłoński, Polen, Rachimdschan Assembekow, Alfred Ter-Mkrtchyan, Deutschland, Kang Yong-Gyun und Lazaro Rivas Scull aus Kuba. Für seine Verdienste um den Ringersport wurde er im September 2014 in die FILA International Wrestling Hall of Fame aufgenommen.

## Internationale Erfolge
| Jahr | Platz | Wettbewerb                           | Gewichtsklasse | Ergebnisse |
| 1992 | 3.    | Asienmeisterschaft in Teheran        | Halbfliegen    | hinter Masanori Ohashi, Japan und Pappu Jadav, Indien                                                                                              |
| 1993 | 2.    | Asienmeisterschaft in Hiroshima      | Halbfliegen    | hinter Pappu Jadav und vor Masatsune Sasaki, Japan                                                                                                 |
| 1993 | 3.    | WM in Stockholm                      | Halbfliegen    | hinter Wilber Sanchez Amita, Kuba und Zafar Gulijew, Russland                                                                                      |
| 1993 | 1.    | Welt-Cup in Heinola/Finnland         | Halbfliegen    | vor Zozsef Hamzok, Ungarn und Sergei Suworow, Russland                                                                                             |
| 1994 | 1.    | Asienspiele in Hiroshima             | Halbfliegen    | vor Alireza Simchah, Iran und Ruslan Gebekow, Kirgisistan                                                                                          |
| 1995 | 1.    | Asienmeisterschaft in Manila         | Halbfliegen    | vor Dimitri Korschunow, Usbekistan und Fanis Dauletow, Kasachstan                                                                                  |
| 1995 | 1.    | WM in Prag                           | Halbfliegen    | vor Hiroshi Kado, Japan, Zafar Gulijew und Oleg Kutscherenko, Deutschland                                                                          |
| 1996 | 1.    | Asienmeisterschaft in Xiaoshan/China | Halbfliegen    | vor Kang Yong-Gyun, Nordkorea und Hiroshi Kado |
| 1996 | Gold  | OS in Atlanta                        | Halbfliegen    | nach Siegen über Zafar Gulijew, Ioannis Agatzanian, Griechenland, Gela Papaschwili, Georgien und Aljaksandr Paulau, Belarus                        |
| 1996 | 1.    | Welt-Cup in Colorado Springs         | Halbfliegen    | vor Wilber Sanchez Amita und Sergei Sanin, Russland                                                                                                |
| 1997 | 2.    | Welt-Cup in Teheran                  | Fliegen        | hinter Boris Ambarzumow, Russland, vor Ali Ashkani Agboloag, Iran                                                                                  |
| 1998 | 1.    | WM in Gävle                          | Fliegen        | nach Siegen über Moshe Grimberg, Israel, Dilshod Aripov, Usbekistan, Boris Radkewitsch, Belarus, Oleg Kutscherenko und Marian Sandu, Rumänien      |
| 1998 | 1.    | Asienspiele in Bangkok               | Fliegen        | vor Kang Yong-Gyun, Wang Hui, China und Dilshod Aripov                                                                                             |
| 1999 | 1.    | Asienmeisterschaft in Taschkent      | Fliegen        | vor Schamseddin Chudaiberdijew, Usbekistan und Rachimdschan Assembekow, Kasachstan                                                                 |
| 2000 | Gold  | OS in Sydney                         | Fliegen        | nach Siegen über Dariusz Jabłoński, Polen, Rachimdschan Assembekow, Alfred Ter-Mkrtchyan, Deutschland, Kang Yong-Gyun und Lazaro Ricas Scull, Kuba |

## Erläuterungen
- alle Wettbewerbe im griechisch-römischen Stil
- OS = Olympische Spiele, WM = Weltmeisterschaft
- Halbfliegengewicht, Gewichtsklasse bis 1996 bis 48 kg, danach abgeschafft, Fliegengewicht, Gewichtsklasse von 1997 bis 2001 bis 54 kg Körpergewicht